# Marcel Detienne
Marcel Detienne (1935) foi um historiador belga e especialista no estudo da Grécia Antiga. Juntamente com Jean-Pierre Vernant e Pierre Vidal-Naquet, Detienne tem procurado aplicar uma abordagem antropológica, influenciado pelo estruturalismo de Claude Lévi-Strauss, à Grécia clássica e arcaica.